# Liga de Campeones de fútbol sala de la UEFA 2023-24
La Liga de Campeones de Futsal de la UEFA 2023-24 fue la 38.ª edición del máximo torneo de clubes de fútbol sala y la 6ª bajo el nombre de Liga de Campeones de fútbol sala de la UEFA.
El torneo empezó el 23 de agosto de 2023 con los primeros partidos de la Ronda Preliminar y terminó el 5 de mayo de 2024 con la Fase Final.

## Formato
El torneo consta de cuatro rondas: Ronda Preliminar, Ronda Principal, Ronda Élite y Ronda Final.
La primera en jugarse es la Ronda Preliminar, donde en función del número de participantes, los equipos con menor clasificación pasan a disputar mini-torneos de tres o cuatro equipos bajo el sistema de liga que tienen lugar al inicio de la temporada. Cada mini-torneo lo acoge uno de los equipos que participa y cada conjunto juega ante los otros siendo el vencedor del grupo el que pasa a la siguiente ronda.
En la Ronda Principal, los ganadores de la ronda preliminar se unen al resto de participantes excepto a los cuatro conjuntos con una mejor clasificación, que entran en competición en la ronda élite. Los clubes se dividen en seis grupos de cuatro equipos y los mini-torneos vuelven a disputarse en una sede pero esta vez avanzan a la siguiente ronda los dos mejores de cada grupo.
En la Ronda Élite, los 12 equipos que provienen de la ronda principal se unen a los cuatro cabeza de serie y se forman cuatro grupos de cuatro equipos. Los ganadores de los mini-torneos, que se disputan en otoño, pasan a la fase final.
Los cuatro clasificados juegan la fase final y la sede es escogida entre los participantes en dicha fase. El torneo se juega en formato eliminatorio con las semifinales dos días antes de la final y el partido por el tercer puesto. Si el partido por el tercer y cuarto puesto acaba en empate tras los 40 minutos se irá directamente a los penaltis. En el resto de los partidos, se jugarán diez minutos de prórroga.

## Equipos participantes
La federación rusa fue excluida debido a la invasión rusa de Ucrania.Las tres primeras naciones de la clasificación, es decir, Portugal, España y Kazajistán, tienen derecho a inscribir dos equipos. Dado que el poseedor del trofeo pertenece a una de estas federaciones, Croacia, cuarto en la clasificación, también obtiene esta ventaja. Sus ocho representantes, se encuentran entre los 23 equipos con los coeficientes más altos y comienzan directamente desde la Ronda Principal. Los otros 32 parten de la ronda preliminar. Compiten 51 federaciones, una menos que en la pasada edición.

### Ranking de asociaciones
Para la Liga de Campeones de fútbol sala de la UEFA 2022-23, el número de plazas de las diferentes asociaciones es asignado según su Coeficiente UEFA futsal de selecciones nacionales.
| Posición | Asociación   | Coef.    | Equipos |
| -------- | ------------ | -------- | ------- |
| 1        | Portugal     | 2697,016 | 2       |
| 2        | Rusia        | 2547,159 | 0       |
| 3        | España       | 2494,422 | 2       |
| 4        | Kazajistán   | 2344,395 | 2       |
| 5        | Croacia      | 2035,784 | 2       |
| 6        | Ucrania      | 2010,147 | 1       |
| 7        | Azerbaiyán   | 1977,359 | 1       |
| 8        | Serbia       | 1945,646 | 1       |
| 9        | Georgia      | 1924,716 | 1       |
| 10       | Eslovenia    | 1891,854 | 1       |
| 11       | Italia       | 1877,471 | 1       |
| 12       | Polonia      | 1845,059 | 1       |
| 13       | Rumanía      | 1819,600 | 1       |
| 14       | Rep. Checa   | 1815,227 | 1       |
| 15       | Finlandia    | 1814,563 | 1       |
| 16       | Eslovaquia   | 1804,533 | 1       |
| 17       | Francia      | 1759,326 | 1       |
| 18       | Países Bajos | 1740,688 | 1       |
| 19       | Armenia      | 1637,739 | 1       |

| Posición | Asociación           | Coef.    | Equipos |
| -------- | -------------------- | -------- | ------- |
| 20       | Hungría              | 1635,528 | 1       |
| 21       | Bosnia y Herzegovina | 1609,649 | 1       |
| 22       | Bélgica              | 1568,922 | 1       |
| 23       | Bielorrusia          | 1521,865 | 1       |
| 24       | Moldavia             | 1514,719 | 1       |
| 25       | Macedonia del Norte  | 1451,512 | DNE     |
| 26       | Alemania             | 1442,547 | 1       |
| 27       | Letonia              | 1387,402 | 1       |
| 28       | Suecia               | 1327,701 | 1       |
| 29       | Montenegro           | 1306,735 | 1       |
| 30       | Kosovo               | 1264,444 | 1       |
| 31       | Inglaterra           | 1204,183 | 1       |
| 32       | Dinamarca            | 1199,225 | 1       |
| 33       | Lituania             | 1195,790 | 1       |
| 34       | Albania              | 1177,965 | 1       |
| 35       | Noruega              | 1173,463 | 1       |
| 36       | Grecia               | 1164,389 | 1       |
| 37       | Turquía              | 1131,406 | 1       |
| 38       | Israel               | 1128,385 | 1       |

| Posición | Asociación        | Coef.    | Equipos |
| -------- | ----------------- | -------- | ------- |
| 39       | Chipre            | 1090,591 | 1       |
| 40       | Suiza             | 1066,246 | 1       |
| 41       | Bulgaria          | 1031,006 | 1       |
| 42       | Gales             | 1011,432 | 1       |
| 43       | Andorra           | 916,855  | 1       |
| 44       | Malta             | 830,007  | 1       |
| 45       | Gibraltar         | 809,650  | 1       |
| 46       | Austria           | 794.108  | 1       |
| 47       | Estonia           | 787,508  | 1       |
| 48       | San Marino        | 762,902  | 1       |
| 49       | Escocia           | 755,050  | 1       |
| 50       | Irlanda del Norte | 717,420  | 1       |
| (NR)     | Irlanda           | --       | 1       |
| (NR)     | Islandia          | --       | 1       |
| (NR)     | Luxemburgo        | --       | 1       |
| (NR)     | Islas Feroe       | --       | DNE     |
| (NR)     | Liechtenstein     | --       | DNE     |

Notas
- (DNE) - No obtiene ningún equipo participante
- (NR) - Sin posición (la asociación no participó en las competiciones utilizadas para calcular los coeficientes)

Croacia obtiene un equipo extra ya que el Palma Futsal, vigente campeón, pertenece a una de las tres primeras asociaciones.

### Lista de equipos
Lista de equipos por coeficiente UEFA.
| Posición | Equipo                | Coef.  | Ruta |
| -------- | --------------------- | ------ | ---- |
| 1        | Sporting de Portugal  | 75,334 | A    |
| 2        | FC Barcelona          | 65,500 | A    |
| 3        | SL Benfica            | 55,334 | A    |
| Campeón  | Palma Futsal          | 46,166 | A    |
| 4        | AFC Kairat            | 26,667 | A    |
| 5        | FK Dobovec            | 17,500 | A    |
| 6        | RSC Anderlecht        | 17,500 | A    |
| 7        | MK Olmissum           | 14,832 | A    |
| 8        | MFC Ayat              | 12,000 | A    |
| 9        | Szombathelyi Haladás  | 10,500 | A    |
| 10       | St. Andrews FC        | 10,000 | A    |
| 11       | CS United Galați      | 10,000 | A    |
| 12       | FK Kauno Žalgiris     | 9,500  | B    |
| 13       | SKI Plzeň             | 9,500  | B    |
| 14       | Feldi Eboli           | 8,334  | B    |
| 15       | Futsal Dinamo         | 7,166  | B    |
| 16       | KMF Loznica-Grad      | 6,833  | A    |
| 17       | MFC HIT Kiev          | 6,000  | A    |
| 18       | FC Differdange 03     | 5,500  | A    |
| 19       | Étoile Lavalloise MFC | 5,167  | A    |
| 20       | Kampuksen Dynamo      | 4,750  | B    |
| 21       | Futsal Gentofte       | 4,750  | B    |
| 22       | MFK Stalìca           | 4,334  | B    |

| Posición | Equipo               | Coef. |
| -------- | -------------------- | ----- |
| 23       | Araz Naxçivan        | 4,250 |
| 24       | KSC Lubawa           | 4,084 |
| 25       | Futsal Minerva       | 3,500 |
| 26       | FK Lučenec           | 3,250 |
| 27       | Doukas SAC           | 3,000 |
| 28       | Örebro SF            | 2,834 |
| 29       | CF Eindhoven         | 2,834 |
| 30       | KMF Radnik Bijeljina | 2,667 |
| 31       | FC Diamant Linz      | 2,584 |
| 32       | FC Prishtina 01      | 2,334 |
| 33       | Riga FC              | 2,166 |
| 34       | KMF Titograd         | 2,000 |
| 35       | Yerevan FS           | 1,834 |
| 36       | KF Tirana            | 1,500 |
| 37       | FC Cosmos Tallinn    | 1,334 |
| 38       | Blue Magic FC        | 1,000 |

| Posición | Asociación          | Coef. |
| -------- | ------------------- | ----- |
| 39       | Georgians Tbilisi   | 1,000 |
| 40       | FC Encamp           | 1,000 |
| 41       | BSC Nistru-Chișinău | 1,000 |
| 42       | SSV Jahn Ratisbona  | 1,000 |
| 43       | Amigo Northwest     | 0,666 |
| 44       | Utleira Idrettslag  | 0,666 |
| 45       | AEL Limassol FC     | 0,666 |
| 46       | Cefn Druids AFC     | 0,500 |
| 47       | Bloomsbury Futsal   | 0,500 |
| 48       | PYF Saltires        | 0,250 |
| 49       | ASA Tel Aviv        | 0,000 |
| 50       | Istanbul Şişli SK   | 0,000 |
| 51       | Sparta Belfast FC   | 0,000 |
| 52       | FC Fiorentino       | 0,000 |
| 53       | Ísbjörninn          | 0,000 |
| 54       | Europa FC           | 0,000 |

## Ronda Preliminar

### Grupo A
Sede: Salaspils,  Letonia
| Equipo             | Pts | PJ | PG | PE | PP | GF | GC | Dif |
| ------------------ | --- | -- | -- | -- | -- | -- | -- | --- |
| Riga FC            | 9   | 3  | 3  | 0  | 0  | 33 | 5  | +28 |
| Araz Naxçivan      | 6   | 3  | 2  | 0  | 1  | 17 | 9  | +8  |
| SSV Jahn Ratisbona | 3   | 3  | 1  | 0  | 2  | 4  | 9  | -5  |
| Istanbul Şişli SK  | 0   | 3  | 0  | 0  | 3  | 3  | 34 | -31 |

### Grupo B
Sede: Sofía,  Bulgaria
| Equipo          | Pts | PJ | PG | PE | PP | GF | GC | Dif |
| --------------- | --- | -- | -- | -- | -- | -- | -- | --- |
| Örebro SF       | 7   | 3  | 2  | 1  | 0  | 16 | 6  | +10 |
| Amigo Northwest | 7   | 3  | 2  | 1  | 0  | 13 | 5  | +8  |
| FC Diamant Linz | 3   | 3  | 1  | 0  | 2  | 5  | 9  | -4  |
| ASA Tel Aviv    | 0   | 3  | 0  | 0  | 3  | 4  | 18 | -14 |

### Grupo C
Sede: Podgorica,  Montenegro
| Equipo            | Pts | PJ | PG | PE | PP | GF | GC | Dif |
| ----------------- | --- | -- | -- | -- | -- | -- | -- | --- |
| KMF Titograd      | 9   | 3  | 3  | 0  | 0  | 13 | 6  | +7  |
| Georgians Tbilisi | 6   | 3  | 2  | 0  | 1  | 11 | 4  | +7  |
| CF Eindhoven      | 3   | 3  | 1  | 0  | 2  | 7  | 10 | -3  |
| Europa FC         | 0   | 3  | 0  | 0  | 3  | 1  | 12 | -11 |

### Grupo D
Sede: Lubawa,  Polonia
| Equipo             | Pts | PJ | PG | PE | PP | GF | GC | Dif |
| ------------------ | --- | -- | -- | -- | -- | -- | -- | --- |
| FC Prishtina 01    | 7   | 3  | 2  | 1  | 0  | 17 | 3  | +14 |
| KSC Lubawa         | 7   | 3  | 2  | 1  | 0  | 15 | 1  | +14 |
| Utleira Idrettslag | 3   | 3  | 1  | 0  | 2  | 7  | 12 | -5  |
| Ísbjörninn         | 0   | 3  | 0  | 0  | 3  | 2  | 25 | -23 |

### Grupo E
Sede: Lučenec,  Eslovaquia
| Equipo            | Pts | PJ | PG | PE | PP | GF | GC | Dif |
| ----------------- | --- | -- | -- | -- | -- | -- | -- | --- |
| FK Lučenec        | 7   | 3  | 2  | 1  | 0  | 14 | 6  | +8  |
| FC Cosmos Tallinn | 7   | 3  | 2  | 1  | 0  | 13 | 7  | +6  |
| PYF Saltires      | 3   | 3  | 1  | 0  | 2  | 9  | 12 | -3  |
| FC Encamp         | 0   | 3  | 0  | 0  | 3  | 2  | 13 | -11 |

### Grupo F
Sede: Atenas,  Grecia
| Equipo              | Pts | PJ | PG | PE | PP | GF | GC | Dif |
| ------------------- | --- | -- | -- | -- | -- | -- | -- | --- |
| Doukas SAC          | 9   | 3  | 3  | 0  | 0  | 14 | 4  | +10 |
| Blue Magic FC       | 4   | 3  | 1  | 1  | 1  | 9  | 9  | 0   |
| BSC Nistru-Chișinău | 4   | 3  | 1  | 1  | 1  | 6  | 8  | -2  |
| Bloomsbury Futsal   | 0   | 3  | 0  | 0  | 3  | 4  | 12 | -8  |

### Grupo G
Sede: Limasol,  Chipre
| Equipo          | Pts | PJ | PG | PE | PP | GF | GC | Dif |
| --------------- | --- | -- | -- | -- | -- | -- | -- | --- |
| AEL Limassol FC | 7   | 3  | 2  | 1  | 0  | 15 | 4  | +11 |
| Futsal Minerva  | 4   | 3  | 1  | 1  | 1  | 10 | 9  | +1  |
| FC Fiorentino   | 2   | 3  | 0  | 2  | 1  | 2  | 7  | -5  |
| Yerevan FS      | 2   | 3  | 0  | 2  | 1  | 5  | 12 | -7  |

### Grupo H
Sede: Tirana,  Albania
| Equipo               | Pts | PJ | PG | PE | PP | GF | GC | Dif |
| -------------------- | --- | -- | -- | -- | -- | -- | -- | --- |
| KMF Radnik Bijeljina | 6   | 2  | 2  | 0  | 0  | 23 | 4  | +19 |
| KF Tirana            | 3   | 2  | 1  | 0  | 1  | 9  | 10 | -1  |
| Sparta Belfast FC    | 0   | 2  | 0  | 0  | 2  | 5  | 23 | -18 |
| Cefn Druids AFC      | 0   | 0  | 0  | 0  | 0  | 0  | 0  | 0   |

## Ronda Principal

### Ruta A

#### Grupo 1
Sede: Omiš,  Croacia
| Equipo               | Pts | PJ | PG | PE | PP | GF | GC | Dif |
| -------------------- | --- | -- | -- | -- | -- | -- | -- | --- |
| Sporting de Portugal | 7   | 3  | 2  | 1  | 0  | 14 | 5  | +9  |
| MFC HIT Kiev         | 5   | 3  | 1  | 2  | 0  | 8  | 5  | +3  |
| MK Olmissum          | 3   | 3  | 1  | 0  | 2  | 6  | 12 | -6  |
| MFC Ayat             | 1   | 3  | 0  | 1  | 2  | 5  | 11 | -6  |

#### Grupo 2
Sede: Loznica,  Serbia
| Equipo           | Pts | PJ | PG | PE | PP | GF | GC | Dif |
| ---------------- | --- | -- | -- | -- | -- | -- | -- | --- |
| FC Barcelona     | 9   | 3  | 3  | 0  | 0  | 10 | 1  | +9  |
| RSC Anderlecht   | 6   | 3  | 2  | 0  | 1  | 8  | 4  | +4  |
| KMF Loznica-Grad | 3   | 3  | 1  | 0  | 2  | 4  | 5  | -1  |
| St. Andrews FC   | 0   | 3  | 0  | 0  | 3  | 2  | 14 | -12 |

#### Grupo 3
Sede: Palma de Mallorca,  España
| Equipo               | Pts | PJ | PG | PE | PP | GF | GC | Dif |
| -------------------- | --- | -- | -- | -- | -- | -- | -- | --- |
| Palma Futsal         | 9   | 3  | 3  | 0  | 0  | 16 | 8  | +8  |
| AFC Kairat           | 4   | 3  | 1  | 1  | 1  | 9  | 8  | +1  |
| Szombathelyi Haladás | 2   | 3  | 0  | 2  | 1  | 4  | 6  | -2  |
| FC Differdange 03    | 1   | 3  | 0  | 1  | 2  | 7  | 14 | -7  |

#### Grupo 4
Sede: Podčetrtek,  Eslovenia
| Equipo                | Pts | PJ | PG | PE | PP | GF | GC | Dif |
| --------------------- | --- | -- | -- | -- | -- | -- | -- | --- |
| SL Benfica            | 7   | 3  | 2  | 1  | 0  | 22 | 3  | +19 |
| Étoile Lavalloise MFC | 7   | 3  | 2  | 1  | 0  | 16 | 6  | +10 |
| FK Dobovec            | 1   | 3  | 0  | 1  | 2  | 4  | 15 | -11 |
| CS United Galați      | 1   | 3  | 0  | 1  | 2  | 7  | 25 | -18 |

### Ruta B

#### Grupo 5
Sede: Zagreb,  Croacia
| Equipo        | Pts | PJ | PG | PE | PP | GF | GC | Dif |
| ------------- | --- | -- | -- | -- | -- | -- | -- | --- |
| KSC Lubawa    | 7   | 3  | 2  | 1  | 0  | 23 | 13 | +10 |
| Futsal Dinamo | 6   | 3  | 2  | 0  | 1  | 18 | 10 | +8  |
| KMF Titograd  | 4   | 3  | 1  | 1  | 1  | 11 | 9  | +2  |
| Örebro SF     | 0   | 3  | 0  | 0  | 3  | 5  | 25 | -20 |

#### Grupo 6
Sede: Pilsen,  República Checa
| Equipo               | Pts | PJ | PG | PE | PP | GF | GC | Dif |
| -------------------- | --- | -- | -- | -- | -- | -- | -- | --- |
| Riga FC              | 9   | 3  | 3  | 0  | 0  | 25 | 6  | +19 |
| SKI Plzeň            | 4   | 3  | 1  | 1  | 1  | 11 | 16 | -5  |
| Futsal Gentofte      | 3   | 3  | 1  | 0  | 2  | 11 | 17 | -6  |
| KMF Radnik Bijeljina | 1   | 3  | 0  | 1  | 2  | 12 | 20 | -8  |

#### Grupo 7
Sede: Kaunas,  Lituania
| Equipo            | Pts | PJ | PG | PE | PP | GF | GC | Dif |
| ----------------- | --- | -- | -- | -- | -- | -- | -- | --- |
| FC Prishtina 01   | 7   | 3  | 2  | 1  | 0  | 14 | 2  | +12 |
| FK Kauno Žalgiris | 5   | 3  | 1  | 2  | 0  | 11 | 4  | +7  |
| Kampuksen Dynamo  | 4   | 3  | 1  | 1  | 1  | 8  | 9  | -1  |
| AEL Limassol FC   | 0   | 3  | 0  | 0  | 3  | 7  | 25 | -18 |

#### Grupo 8
Sede: Éboli,  Italia
| Equipo      | Pts | PJ | PG | PE | PP | GF | GC | Dif |
| ----------- | --- | -- | -- | -- | -- | -- | -- | --- |
| Feldi Eboli | 9   | 3  | 3  | 0  | 0  | 7  | 3  | +4  |
| MFK Stalìca | 6   | 3  | 2  | 0  | 1  | 8  | 5  | +3  |
| FK Lučenec  | 3   | 3  | 1  | 0  | 2  | 6  | 5  | +1  |
| Doukas SAC  | 0   | 3  | 0  | 0  | 3  | 6  | 14 | -8  |

## Ronda Élite
| Ronda Principal Ruta A | Ronda Principal Ruta A                    | Ronda Principal Ruta A                       | Ronda Principal Ruta A                                    |
| Grupos                 | Campeones (Posición de Cabeza de Serie 1) | Subcampeones (Posición de Cabeza de Serie 2) | Terceros clasificados (Posición de Cabeza de Serie 3 y 4) |
| ---------------------- | ----------------------------------------- | -------------------------------------------- | --------------------------------------------------------- |
| 1                      | Sporting de Portugal                      | MFC HIT Kiev                                 | MK Olmissum                                               |
| 2                      | FC Barcelona                              | RSC Anderlecht                               | KMF Loznica-Grad                                          |
| 3                      | Palma Futsal                              | AFC Kairat                                   | Szombathelyi Haladás                                      |
| 4                      | SL Benfica                                | Étoile Lavalloise MFC                        | FK Dobovec                                                |

| Ronda Principal Ruta B | Ronda Principal Ruta B                        |
| Grupos                 | Campeones (Posición de Cabeza de Serie 3 y 4) |
| ---------------------- | --------------------------------------------- |
| 5                      | KSC Lubawa                                    |
| 6                      | Riga FC                                       |
| 7                      | FC Prishtina 01                               |
| 8                      | Feldi Eboli                                   |

### Grupo A
Sede: Jelgava,  Letonia
| Equipo                | Pts | PJ | PG | PE | PP | GF | GC | Dif |
| --------------------- | --- | -- | -- | -- | -- | -- | -- | --- |
| FC Barcelona          | 7   | 3  | 2  | 1  | 0  | 12 | 4  | +8  |
| Riga FC               | 6   | 3  | 2  | 0  | 1  | 12 | 11 | +1  |
| Étoile Lavalloise MFC | 3   | 3  | 1  | 0  | 2  | 8  | 12 | -4  |
| Feldi Eboli           | 1   | 3  | 0  | 1  | 2  | 6  | 11 | -5  |

### Grupo B
Sede: Pristina,  Kosovo
| Equipo          | Pts | PJ | PG | PE | PP | GF | GC | Dif |
| --------------- | --- | -- | -- | -- | -- | -- | -- | --- |
| SL Benfica      | 9   | 3  | 3  | 0  | 0  | 17 | 6  | +11 |
| AFC Kairat      | 6   | 3  | 2  | 0  | 1  | 20 | 5  | +15 |
| FK Dobovec      | 1   | 3  | 0  | 1  | 2  | 6  | 14 | -8  |
| FC Prishtina 01 | 1   | 3  | 0  | 1  | 2  | 6  | 24 | -18 |

### Grupo C
Sede: Lisboa,  Portugal
| Equipo               | Pts | PJ | PG | PE | PP | GF | GC | Dif |
| -------------------- | --- | -- | -- | -- | -- | -- | -- | --- |
| Sporting de Portugal | 9   | 3  | 3  | 0  | 0  | 20 | 4  | +16 |
| RSC Anderlecht       | 6   | 3  | 2  | 0  | 1  | 14 | 7  | +7  |
| KMF Loznica-Grad     | 3   | 3  | 1  | 0  | 2  | 5  | 19 | -14 |
| Szombathelyi Haladás | 0   | 3  | 0  | 0  | 3  | 6  | 15 | -9  |

### Grupo D
Sede: Palma de Mallorca,  España
| Equipo               | Pts | PJ | PG | PE | PP | GF | GC | Dif |
| -------------------- | --- | -- | -- | -- | -- | -- | -- | --- |
| Palma Futsal         | 7   | 3  | 2  | 1  | 0  | 10 | 6  | +4  |
| KSC Lubawa           | 6   | 3  | 2  | 0  | 1  | 14 | 10 | +4  |
| KMF Loznica-Grad     | 4   | 3  | 1  | 1  | 1  | 11 | 11 | 0   |
| Szombathelyi Haladás | 0   | 3  | 0  | 0  | 3  | 8  | 16 | -8  |

## Ronda Final
Sede: Ereván,  Armenia
Equipos clasificados:
| Ronda Élite | Ronda Élite          |
| Grupos      | Campeón              |
| ----------- | -------------------- |
| A           | FC Barcelona         |
| B           | SL Benfica           |
| C           | Sporting de Portugal |
| D           | Palma Futsal         |

|  | Semifinales          | Semifinales       |   |                   | Final                | Final |  |
|  |                      |                   |   |                   |                      |       |  |
|  |                      |                   |   |                   |                      |       |  |
|  | 3 de mayo de 2024    |                   |   |                   |                      |       |  |
|  | SL Benfica           | 4 (3)             |   |                   |                      |       |  |
|  | Palma Futsal         | 4 (4)             |   |                   |                      |       |  |
|  |                      |                   |   |                   |                      |       |  |
|  |                      |                   |   |                   | 5 de mayo de 2024    |       |  |
|  |                      |                   |   |                   | Palma Futsal         | 5     |  |
|  |                      | FC Barcelona      | 1 |                   |                      |       |  |
|  |                      |                   |   |                   |                      |       |  |
|  |                      |                   |   |                   |                      |       |  |
|  |                      |                   |   |                   | Tercer lugar         |       |  |
|  | 3 de mayo de 2024    | 3 de mayo de 2024 |   | 5 de mayo de 2024 | 5 de mayo de 2024    |       |  |
|  | FC Barcelona         | 5                 |   | SL Benfica        | 6                    |       |  |
|  | Sporting de Portugal | 4                 |   |                   | Sporting de Portugal | 3     |  |

### Semifinales
| 3 de mayo de 2024, 15:00 | SL Benfica                                                            | 4:4 (4:4, 2:1) (t. s.)(3:4 p.) | Palma Futsal                                               | Demirchian Arena, Ereván              |                                       |
|                          | Lúcio Jr 6' 21' 36' · Jacaré 10'                                      | Reporte                        | 8' 38' Gordillo · 33' Luan Muller · 37' Marcelo            | Árbitro(s): Ondřej Černý Denys Kutsyi | Árbitro(s): Ondřej Černý Denys Kutsyi |
|                          |                                                                       | Tiros desde el punto penal     |                                                            |                                       |                                       |
|                          | - Arthur - Bruno Coelho - Afonso Jesus - Diego Nunes - Vinicius Rocha |                                | - Vilian Lourenço - Rômulo - Neguinho - Gordillo - Marcelo |                                       |                                       |

| 3 de mayo de 2024, 16:00 | FC Barcelona                                                                       | 5:4 (3:3) | Sporting de Portugal                                     | Demirchian Arena, Ereván                   |                                            |
|                          | Rafa Félix 8' · Adolfo 8' · Antonio Pérez 18' · Catela 21' · Matheus Rodrigues 31' | Reporte   | 1' Tomás Paçó · 16' Zicky · 17' Hugo Neves · 23' Tatinho | Árbitro(s): Dejan Veselič Damian Grabowski | Árbitro(s): Dejan Veselič Damian Grabowski |

### 3º y 4º Puesto
| 5 de mayo de 2024, 15:00 | Sporting de Portugal                  | 3:6 (1:2) | SL Benfica                                                | Demirchian Arena, Ereván                 |                                          |
|                          | Rafagnin 19' · Taynan 21' · Zicky 38' | Reporte   | 8' Arthur · 10' 21' 22' Higor de Souza · 37' 39' Lúcio Jr | Árbitro(s): Dominykas Norkus Peter Nurse | Árbitro(s): Dominykas Norkus Peter Nurse |

### Final
| 5 de mayo de 2024, 18:00 | FC Barcelona | 1:5 (1:2) | Palma Futsal                                                        | Demirchian Arena, Ereván                 |                                          |
|                          | Adolfo 14'   | Reporte   | 18' Rômulo · 19' Vilian Lourenço · 33' 39' Neguinho · 39' Chaguinha | Árbitro(s): Nikola Jelić Nicola Manzione | Árbitro(s): Nikola Jelić Nicola Manzione |